# Punti equipollenti
Punti equipollenti è un'espressione utilizzata in araldica per indicare uno scaccato di nove pezzi a smalti alternati; ossia partizione risultante da un partito di due e un troncato di due. È considerato simbolo di vittoria.

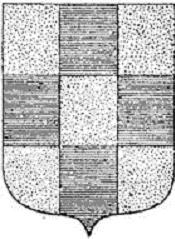
Cinque punti d'oro equipollenti a quattro d'azzurro
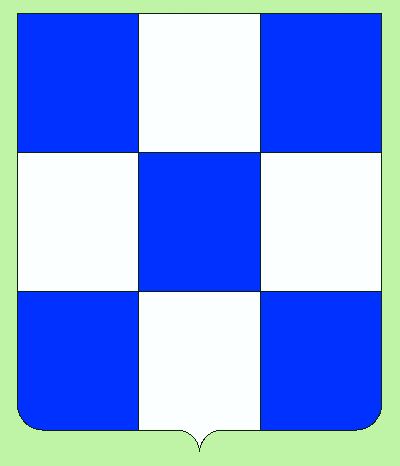
Cinque punti d'azzurro equipollenti a quattro d'argento (o scaccato d'azzurro e d'argento di tre tiri e tre file)
Cinque punti d'oro, equipollenti a quattro d'azzurro (famiglia Gentile di Genova)
Cinque punti di rosso equipollenti a quattro d'argento; al capo d'argento, caricato dell'aquila bicipite di nero, con entrambe le teste coronate all'antica, dello stesso (Gignod)
Cinque punti di rosso equipollenti a quattro d'armellino (famiglia De la Roche, Duchi di Atene)